# 圣安德烈德罗桑
圣安德烈德罗桑（法語：Saint-André-de-Rosans，法語發音：[sɛ̃.t‿ɑ̃dʁe də ʁozɑ̃]，意为“罗桑的圣安德烈”）是法国上阿尔卑斯省的一个市镇，位于该省西南部，因靠近罗桑而得名，属于加普区。

## 地理
圣安德烈德罗桑（44°22'38"N, 5°30'52"E）面积36.61 平方千米，位于法国普罗旺斯-阿尔卑斯-蓝色海岸大区上阿尔卑斯省，该省份为法国东南部内陆省份，北起萨瓦省，西北接伊泽尔省，西南接德龙省，南至上普罗旺斯阿尔卑斯省，东北部与意大利接壤。
与圣安德烈德罗桑接壤的市镇（或旧市镇、城区）包括：穆瓦当、里贝雷、罗桑、索尔比耶、绍瓦克-洛-蒙托、蒙费朗-拉法尔、鲁雪。

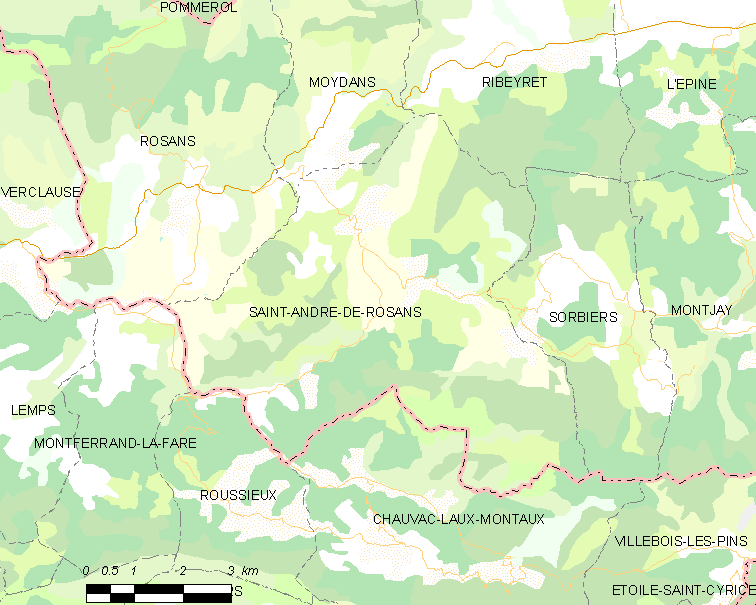
圣安德烈德罗桑的OSM定位图

圣安德烈德罗桑的时区为UTC+01:00、UTC+02:00（夏令时）。

## 行政
圣安德烈德罗桑的邮政编码为05150，INSEE市镇编码为05129。

## 政治
圣安德烈德罗桑所属的省级选区为塞尔县。

## 人口

1962-2008年间圣安德烈德罗桑人口变化图示

圣安德烈德罗桑于2022年1月1日时的人口数量为158人。